# Jaén (španjolska pokrajina)
Jaén je španjolska provincija u južnom dijelu središnjeg dijela Španjolske, u sjevernom dijelu autonomne zajednice Andaluzije.
U pokrajini živi 659.033 stanovnika (1. siječnja 2014.), a prostire se na 13.496 km². Glavni grad pokrajine je Jaén.